# Ганг, твои воды замутились
«Ганг, твои́ во́ды замути́лись» (хинди राम तेरी गंगा मैल, Ram Teri Ganga Maili, досл.: «Рама, твоя Ганга осквернена!») — индийская мелодрама, выпущенный в 1985 году в оригинале на языке хинди. Последняя законченная режиссёрская работа Раджа Капура.

## Сюжет
Сюжет последней режиссёрской работы Раджа Капура является аллегорией, синтезирует классическое и мифическое повествование, осуждает коррупцию политиков и капиталистов и защищает зарождающиеся экологические реформы Раджива Ганди. Повествование обыгрывает историю, которая впервые появилась в эпической Махабхарате, а затем была переработана поэтом Калидасом. Ганг (Ганга) — священная для индийцев река, согласно представлениям верующих индуистов протекает на земле и на небесах (см. Ганга в индуизме). Каждый индиец хотя бы раз в жизни совершил паломничество к Гангу и омовение в её водах с целью очищения души и отпущения грехов.
Жители Калькутты обеспокоены загрязнением воды в реке Ганг, которая становится непригодной к использованию. Крупный бизнесмен и влиятельный политик Бхагавад Чоудхари принимает участие в митинге населения в защиту экологии. Одновременно Бхагавад Чоудхари продаёт Дживе Сахаю, своему деловому партнёру, крупному промышленнику, лицензию на строительство нового завода, сбрасывающего отходы производства в реку. Единственный сын Дживы Сахая, — идеалист Нарендр, студент колледжа — увлечён изучением трудов философа-реформатора Свами Вивекананда. Вместе с друзьями Нарендр отправляется к истокам реки Ганг, в горный посёлок Ганготри, с целью выяснить причины загрязнения реки, а также исполнить просьбу благочестивой бабушки, прикованной к инвалидному креслу: привезти святую воду с истоков священной реки Ганг, славящейся среди верующих своими целебными свойствами. Там Нарендр встречает прекрасную юную девушку, имя которой созвучно названию великой священной реки — Ганга́. Нарендр и Ганга влюбляются друг в друга, Ганга отказывается выйти замуж за человека, которого выбрал ей в мужья отец и во время праздника по местным обычаям сама выбирает себе мужа — Нарендра. Влюблённые проводят вместе ночь, но юноша должен возвращаться домой и получить благословение родителей на брак. Ганга обещает ждать любимого.
Тем временем в Калькутте родители Нарендра ведут приготовления к свадьбе своего сына с давно влюблённой в него Радхой, дочерью Бхагавада Чоудхари. Нарендр рассказывает своей семье о Ганге, между ним и отцом происходит ссора, в результате которой Джива Сахай избивает Нарендра. Даже бабушка сначала холодно воспринимает новость, но перед смертью благословляет любимого внука и просит привезти невестку. Нарендр бежит из дома в надежде добраться до Ганготри, но его отец подаёт в полицию и, поскольку сын несовершеннолетний, юношу против воли возвращают домой. Проходят месяцы, и у Ганги рождается сын. Не дождавшись возвращения Нарендра, она отправляется в Калькутту, считая себя обязанной отдать ребёнка отцу, а также чтобы обеспечить лучшее будущее для сына.
Кундж Бихари, дядя Нарендра, в своё время оставивший дом и семью ради любимой женщины, по просьбе племянника поехал за Гангой, но разминулся с ней в пути. В Ришикеше Гангу пытаются эксплуатировать две женщины и мужчина, от которых Ганге удаётся сбежать. В Бенаресе от приставаний незнакомых мужчин Гангу спасает полиция и даёт ей билет на поезд до Калькутты. От усталости и переживаний у Ганги пропадает молоко, и, чтобы накормить ребёнка, она выходит на одной из станций за водой. Поезд уходит, и Ганга попадает в лапы Манилала, который симулирует слепоту и просит проводить его, а сам заманивает Гангу в публичный дом недалеко от Бенареса, где она вынуждена остаться, так как не может обеспечить будущее сына. Обладая чарующим голосом, Ганга вынуждена согласиться петь и танцевать для богатых гостей. Именно здесь Гангу увидел Бхагавад Чоудхари, заплатил большую сумму денег и приказал Манилалу привезти Гангу в его дом в Калькутте, где он намеревается сделать её своей любовницей.
Ганга ещё не знает, что дочь Бхагавада Чоудхари — Радха — невеста Нарендра, и в ближайшее время Ганге будет предложено танцевать на их свадьбе. В прекрасной танцовщице на свадьбе Нарендр узнаёт свою Гангу и признаёт её и сына, но союз с падшей, по мнению общества, женщиной не входит в планы Дживы Сахая. Ганга, оставив ребёнка, убегает, Бхагавад Чоудхари стреляет в неё, пытаясь убить. Радха, потрясённая правдой, открывшейся об отце, которого в обществе считали уважаемым и порядочным человеком, а также о любви Нарендра к другой, отказывается от свадьбы и помогает раненой Ганге. Вне себя от горя, Нарендр порывает с отцом и семьёй и вместе с Гангой и сыном уезжает жить к истокам священной реки Ганг.

## В ролях
- Мандакини — Ганга́ (советский дубляж — Наталья Вавилова)
- Раджив Капур — Нарендр (советский дубляж — Владимир Антоник)
- Дивья Рана — Радха (советский дубляж — Марина Дюжева)
- Саид Джаффри — Кундж Бихари, дядя Нарендра (советский дубляж — Владимир Ферапонтов)
- Кулбхушан Кхарбанда — Джива Сахай, отец Нарендра
- Сушма Сетх — бабушка Нарендра
- Том Олтер — Карам, брат Ганги
- Раза Мурад — Бхагавад Чоудхари, отец Радхи (советский дубляж — Виктор Рождественский)
- Кришан Дхаван — Манилал
- Урмила Бхатт — Раджешвари-бай
- Трилок Капур — профессор (советский дубляж — Олег Мокшанцев)
- Вишва Мера — почтальон (советский дубляж — Николай Граббе)
- Гита Сиддхарт — мать Нарендра (советский дубляж — Ольга Григорьева)
- Ракеш Беди — Пиюш (советский дубляж — Вадим Андреев)
- А. К. Хангал — Бридж Кишор (советский дубляж — Константин Тыртов)

## Саундтрек
| №  | Название                        | Текст песни     | Исполнители                  | Длительность |
| -- | ------------------------------- | --------------- | ---------------------------- | ------------ |
| 1. | «Ek Dukhiyari Kahe»             | Равиндра Джайн  | Лата Мангешкар               | 6:02         |
| 2. | «Ek Radha Ek Meera»             | Равиндра Джайн  | Лата Мангешкар               | 5:00         |
| 3. | «Husn Pahadon Ka»               | Равиндра Джайн  | Лата Мангешкар, Суреш Вадкар | 5:25         |
| 4. | «Ram Teri Ganga Maili Ho Gayee» | Равиндра Джайн  | Суреш Вадкар                 | 5:55         |
| 5. | «Sun Sahiba Sun»                | Хасрат Джайпури | Лата Мангешкар               | 5:15         |
| 6. | «Tujhe Bulayen Yeh Meri Bahen»  | Равиндра Джайн  | Лата Мангешкар               | 5:08         |
| 7. | «Yaara O Yaara»                 | Равиндра Джайн  | Лата Мангешкар, Суреш Вадкар | 4:58         |
| 8. | «Main Hi Main Hoon»             | Амир Казалбаш   | Суреш Вадкар                 | 4:54         |

## Награды и номинации
Награды Filmfare Awards
- Лучший фильм
- Лучший режиссёр — Радж Капур
- Лучший монтаж — Радж Капур
- Лучший художник-постановщик — Суредж Савант
- Лучший композитор — Равиндра Джайн

Номинации
- Filmfare Award за лучшую женскую роль — Мандакини